# Déli pályaudvar (stanice metra v Budapešti)
Déli pályaudvar je konečná stanice metra na lince M2 v Budapešti. Nachází se v budínské části města, západně od hradu.
Stanice leží u stejnojmenného nádraží. V místě je umožněn přestup na tramvajové linky 17, 56, 56A, 59, 59A, 59B a 61.
Déli pályaudvar byla otevřena jako součást druhého úseku linky metra M2 roku 1972, rekonstrukce byla provedena v roce 2006.